# Binocolo da teatro

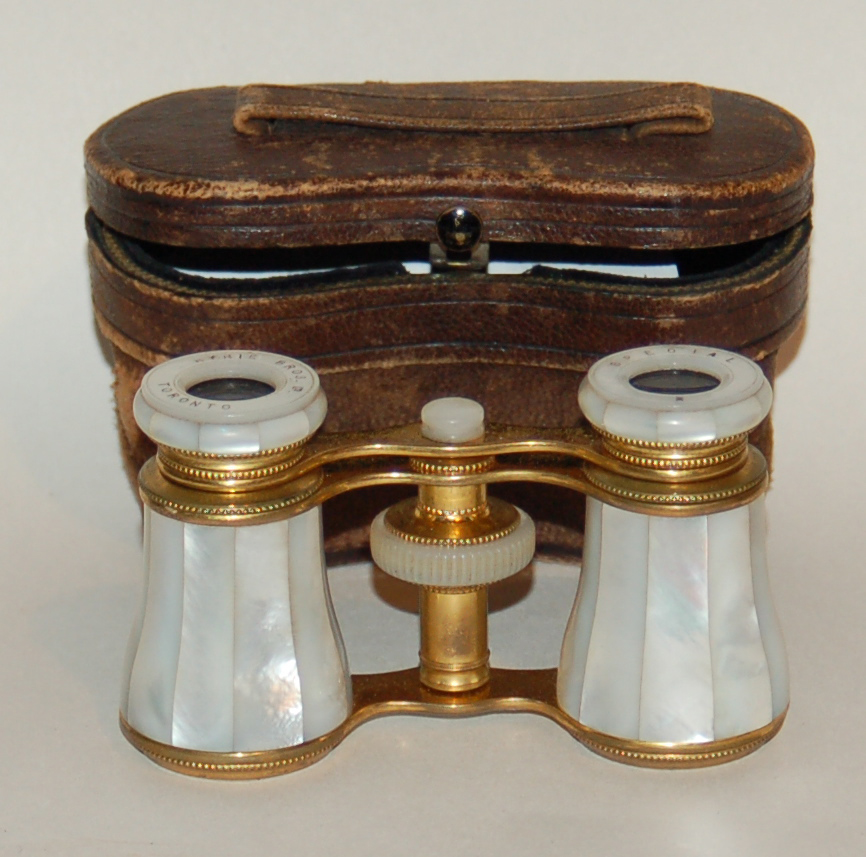
Binocolo da teatro in madreperla

Il binocolo da teatro è un binocolo a dimensioni ridotte e molto spesso anche a portata ridotta rispetto a un binocolo "tradizionale".

## Descrizione
Viene usato dagli spettatori (soprattutto coloro che occupano i palchi) per inquadrare meglio la scena e gli attori. Il binocolo era usato soprattutto dai nobili per sfoggiare la loro ricchezza anche a teatro: era infatti d'oro o tempestato di gemme preziose.
Attualmente questa moda sta cadendo in disuso e i binocoli solitamente sono costruiti di semplice legno o metallo.
Oggi un binocolo da teatro è in generale uno strumento piuttosto semplice, con lenti relativamente economiche, che fornisce un campo visivo limitato e un piccolo ingrandimento.